# Владимир Солоухин
Владимир Алексејевич Солоухин (рус. Владимир Алексеевич Солоухин; Алепино, 14. јун 1924 — Москва, 4. април 1997) је био руски писац који је у руску књижевност увео нефабуларну прозу слободне композиције. Познат је по свом залагању за очување руске уметности и архитектуре из времена пре Октобарске револуције. Његов портрет је насликао руски сликар Илија Глазунов. Умро је у Москви, 4. априла 1997. године.

## Биографија
Владимир Солоухин се родио 14. јуна 1924. године у селу Алепино (у Владимирској области) у сељачкој породици. Завршио је Владимирски механичарски техникум. Прве радове је објавио у новинама Призив у Владимиру.
Војску је служио од 1942. до 1945. као обезбеђење Кремља. Након тога Владимир Солоухин је озбиљно почео да се бави књижевним стваралаштвом. Завршио је Литерарни институт 1951. године. Радио је као помоћник уредништва журнала Млада Гарда (Молодая Гвардия) од 1958. до 1981. као и у савету редакције журнала Наш савременик (Наш современник).
Главна тема стваралаштва Солоухина је руско село, у прошлости и будућности. У својим публицистичким издањима укацивао је на потребу очувања народне традиције уз осврт на путеве развитка руске уметности. Владимир Солоухин припада такозваном правцу деревеншчики, због сеоске тематике у својим делима.
Крајем 80их, у чланку „Читајући Лењина“, један је од првих отворено писао о потреби да се преиспита улога В. И. Лењина у историји Русије. У годинама перестројке било је општеприхваћено схватање да су Стаљинови злочини настали као последица извртања лењинских принципа. Солоухин је заступао супротну тезу, да су ти злочини настали као логичан наставак Лењинове политике.
Битно место у наслеђу овог писца заузима аутобиографско стваралаштво у којој Солоухин описује историју Русије 20. века („Последњи корак“, „Слано језеро“, „Чаша“). Као заступник православно-патриотских вредности оштро је критиковао атеизам и интернационализам комунистичке идеологије.
Владимир Солоухин је доста путовао а његова дела су преведена на много светских језика. Награђен је бројним ордењем за рад, част и пријатељство као и другим одликовањима.
Умро је 4. априла 1997. године у Москви а сахрањен је у родном селу Алепину.

## Дела
- Поезија:
  - Киша у степи (Дождь в степи) - 1953.
  - Журавлиха - 1959.
  - Бунар (Колодец) - 1959.
  - Како попити Сунце (Как выпить солнце) - 1961.
  - Онај који има цвеће у рукама (Имеющий в руках цветы) - 1962.
  - Живети на земљи (Жить на земле) - 1965.
  - С лирских становишта (С лирических позиций) - 1965.
  - Аргумент - 1972.
  - Седа коса (Седина) - 1977.

- Проза
  - Рођење Зернограда (Рождение Зернограда) - 1955.
  - Златно дно (Золотое дно) - 1956.
  - Трњина (Терновник) - 1959.
  - Кап росе (Капля росы) - 1960.
  - Григорова острва: Забелешке о зимском пецању риба (Григоровы острова: Заметки о зимнем ужении рыбы) - 1963.
  - Мајка-маћеха (Мать-мачеха) - 1964.
  - Писма из руског музеја (Письма из Русского музея) - 1966.
  - Трећи лов (Третья охота) - 1967.
  - Црне даске: Записи колекционара почетника (Чёрные доски: Записки начинающего коллекционера) - 1969.
  - Трава - 1972.
  - Прелепа Адигене (Прекрасная Адыгене) - 1973.
  - Олепинска језерца (Олепинские пруды) - 1973.
  - Посета Званки (Посещение 3ванки) - 1975.
  - Приговор - 1975.
  - Последњи корак: Исповест вашег савременика (Последняя ступень: Исповедь вашего современника) - 1976, издато 1995.
  - Реч жива и мртва (Слово живое и мёртвое) - 1976.
  - Доба за скупљање камења (Время собирать камни) - 1980.
  - Продужетак времена (Продолжение времени) - 1982.
  - Смех иза левог рамена (Смех за левым плечом) - 1989.
  - Дрво (Древо) - 1991.
  - На дневној светлости (При свете дня) - 1992.
  - Слано језеро (Солёное озеро) - 1994.
  - Чаша - објављено 1998.